# Antrona Schieranco
Antrona Schieranco – miejscowość i gmina we Włoszech, w regionie Piemont, w prowincji Cusio Ossola, w dolinie Val di Antrona w Alpach Pennińskich.
Według danych na rok 2004 gminę zamieszkiwały 544 osoby, 5,4 os./km².